# Svartabborrtjärnen (Norsjö socken, Västerbotten, 721105-165038)
Svartabborrtjärnen är en sjö i Norsjö kommun i Västerbotten och ingår i Umeälvens huvudavrinningsområde.